# Seiji Aochi
Seiji Aochi (n. 21 iunie 1942, Otaru, Japonia – d. 14 august 2008) a fost un săritor cu schiurile ce a reprezentat Japonia, medaliat olimpic. A participat la o ediție a Jocurilor Olimpice (1972) în care a câștigat o medalie de bronz.

## Participări
Lista de mai jos prezintă principalele competiții la care a participat Seiji Aochi de-a lungul carierei.
- ski jumping at the 1972 Winter Olympics – normal hill individual[*]